# ピトリリシン
ピトリリシン(Pitrilysin、EC 3.4.24.55)は、酵素である。この酵素は、インスリンB鎖のTyr16-Leu結合及びPhe25-Tyr結合を切断する反応を触媒する。また、グルカゴンのような7kDa以下の他の基質にも作用する。
この酵素は、大腸菌(Escherichia coli)に含まれる。